# Pascale Seys
Vous pouvez aider à l'améliorer ou bien discuter des problèmes sur sa page de discussion.
- Son texte doit être wikifié : il ne correspond pas à la mise en forme Wikipédia (style, typographie, liens internes, liens entre les wikis, etc.). (Marqué depuis mai 2025)
- Il cherche trop à mettre son sujet en valeur en recourant immodérément au name dropping. Modifiez l'article pour lui faire adopter un ton neutre. (Marqué depuis mai 2025)
- Son ton est trop promotionnel ou publicitaire, voire hagiographique. Le texte doit adopter un ton neutre et encyclopédique. (Marqué depuis mai 2025)

Pour les articles homonymes, voir Seys.
Pascale Seys est une philosophe et professeure d’université, auteure, productrice radio et chroniqueuse belge.

## Philosophie
Docteur en philosophie de l'Université catholique de Louvain (1997), titulaire d’un DEC en littérature consacré à l’esthétique des Lumières et d’un premier prix en Histoire de la musique, Pascale Seys a soutenu une thèse sur Hippolyte Taine, croisant la littérature, la psychologie, la sociologie et l’histoire de l’art au sein de la notion de « naturalisme ».
Elle enseigne la philosophie générale, l’esthétique et la théorie des médias à la Faculté d’architecture de l’Université catholique de Louvain, au Conservatoire Royal de Bruxelles et à l’École supérieure des arts Saint-Luc à Bruxelles.
Elle a été correspondante belge du Zeitschrift für philosophie (Vienne) et collaboratrice à la Revue philosophique de Louvain après avoir obtenu un mandat d’assistante à l’Institut supérieur de philosophie, puis de collaboratrice scientifique au Fonds national de la recherche scientifique. Elle a également été Secrétaire du Centre d’études interuniversitaires Jan Patočka aux Facultés universitaires Saint-Louis à Bruxelles.
Elle invite à réfléchir à la question de la post-vérité, à l’expérience du deuil, aux ambiguïtés du désir, à la splendeur du cosmos, aux vertus des voyages, du retard et de la poésie, autant de « mythologies » du quotidien qui permettent de prendre le pouls du monde en vue d’imaginer des façons d’agir et de répondre collectivement aux défis de notre temps.

## Médias
Pascale Seys est animatrice et productrice radio à la RTBF (Musiq3), elle proposé pour la radio et sur les réseaux sociaux une centaine de réflexions philosophiques en format court, dont les vidéos se partagent dans le monde entier, sous les titres J’aime la philo mais pas trop, L’Abécédaire, Les Tics de l’actu, Un p’tit shoot de philo, Les Mythes de l’actu. « De la philo qui suspend le temps, relie, donne du sens et aide à vivre », selon l'Echo. Lors de la Journée internationale des droits des femmes en mars 2019, elle figure dans le magazine Le Vif parmi les « 30 femmes que les femmes admirent ».
Elle a également présenté et produit sur Musiq3 le magazine culturel hebdomadaire Le Grand Charivari et, depuis 2017, La Couleur des idées[source secondaire souhaitée], une série d’émissions d’entretiens hebdomadaires avec des personnalités engagées dans la vie intellectuelle, artistique et culturelle.

## Diverses formes d'écriture
Outre ses contributions journalistiques (Art&Culture, Courant d’airs, L’Écho), Pascale Seys a publié une nouvelle radiophonique sous le titre Le Phosphore blanc en 2020. Elle a donné des conférences et Master Classes à l’invitation du French Cultural Center de Boston, des Rencontres Inattendues de Tournai, du Lycée de Galatasaray d’Istanbul et participe au cycle de la Solvay Business School. Elle réalise des podcasts thématiques dont certains ont fait l’objet de lectures publiques en Belgique et à l’étranger, La Poésie comme mode d’emploi du monde (avec la comédienne Annette Sachs), Nos Héroïnes (avec la violoniste et compositrice Catherine Graindorge), Narcisse, Alice et Arlequin (avec Catherine Graindorge) Virginia Woolf, écrire dans la guerre (avec la comédienne Valérie Bauchau) sur la base d’extraits de la correspondance de Virginia Woolf avec sa sœur Vanessa Bell dans une traduction de Carine Bratzlavsky et une promenade philosophique et poétique Vivantes (avec le comédien David Murgia et le Katok Ensemble), une création du Palais des Beaux-Arts de Charleroi(2025) sur des pages de musiques de chambre de Patrick Leterme, Ravel, et Lekeu[réf. nécessaire].
Elle a conçu un récit autour du personnage de Cassandre et de la guerre de Troie Cassandre ou le Chant des ruines d’après la Cantate dramatique Cassandre W. XVIII/1, G. 46 de JCF Bach interprétée par le contre-ténor belge Dominique Corbiau, qui en signe l’adaptation, dont la création a lieu le 21 mars 2023 au Fransiz Lisesi d’Istanbul en ouverture de la semaine de la francophonie, à l’invitation du Consulat Général de Belgique. Avec Carine Bratzlavsky, elle réalise pour la RTBF-Musiq3 et pour l’édition 2023 des Rencontres Agir pour le vivant, à l’initiative des Éditions Actes Sud (Arles) et Comuna, une série de 20 podcasts consacrés à la transition écologique sous la forme d’une petite anthologie du vivant (Si pas maintenant, quand ? 20 lectures pour habiter la terre), avec des textes fondateurs d’Hésiode, Épicure, Romain Gary, Louise Michel, George Sand, Rachel Carson, Voltaire, Alexander von Humboldt, Vinciane Despret.
Le 19 avril 2024 elle intervient aux côtés de François Hollande, Hubert Védrine et de Elie Barnavi au colloque "Pourquoi tant de haine" du Bastogne war Museum.  

## Distinctions
Elle a été élevée au grade de chevalier dans l'Ordre des Arts et des Lettres (France) en 2022.

## Ouvrages et articles

### Essais
- Hippolyte Taine et l‘avènement du naturalisme. Un intellectuel sous le Second Empire, Paris, L’Harmattan, 1999[14]

### Une trilogie de philosophie vagabonde sur l’humeur du monde aux éditions Racine
- Et vous, qu’en pensez-vous ? 2018[15]
- Si tu vois tout en gris, déplace l’éléphant, 2019[16]
- Le Panache de l’escargot, 2020[17]
- La poésie comme mode d’emploi du monde, Édition des Midis de la Poésie, coll. Essais, 2019[8]
- –  Connais-toi – Toi-même. Refaire un petit coin de monde, Racine, 2021[18]
- Le complexe du Sphinx. Les mythes grecs, une machine à penser et à vivre, Racine, 2022[19]
- Virginia Woolf, écrire dans la guerre, avec Carine Bratzlavsky, Édition des Midis de la Poésie coll. Essais, 2023[10]

### Principaux articles
- « Un monde à nous" in Agir pour le vivant #3, Ed. Actes Sud, 2023
- « Taine et l’esthétique naturaliste : entre positivisme et idéalisme », Dialogue, Revue canadienne de philosophie, vol. XL, no 2, printemps 2001, p. 311-342.
- « Taine, inventeur de Stendhal », Revue des Lettres romanes, 2000, t.LIV no 1-2, p. 13-31.
- « Le docteur Pascal au chevet du naturalisme » in  Portraits de philosophes : de l’idée à l’image. Textes rassemblés par Bruno Curatolo et Jacques Poirier (Écritures). Dijon, Editions universitaires de Dijon, 2001 et  L’image du philosophe (coll.).Centre de télé-enseignement universitaire, Dijon, 1999, no 083.
- « Maître ou complice ? La philosophie de Taine dans Le Disciple de Paul Bourget » in Les écrivains et leurs lectures philosophiques (coll). Sous la direction de Bruno Curatolo, Paris,  L’Harmattan, 1996.
- “ Regard à l’est. Essais esthétiques et politiques de Jan Patocka ” in Revue Philosophique de Louvain, février 1992, p. 82-88.
- “ Zweig, l’autre Goethe ”. Nouvelles publications à l’occasion du cinquantenaire de la mort de Stefan Zweig in La Revue Nouvelle , juillet-août 1992.
- « Existe-t-il un cartésianisme esthétique ? » Revue Philosophique de Louvain, novembre 1991, p. 559-580.

### Autres
- « Alibi », Exposition de tableaux et dessins, Théâtre de la Place des Martyrs, 2014.
- Cinéma : rôle du professeur de chimie dans Le garçon Lumière, moyen métrage de Jérémy Van Der Haegen (Néon Rouge Production, 2011).